# ハーレム川運河

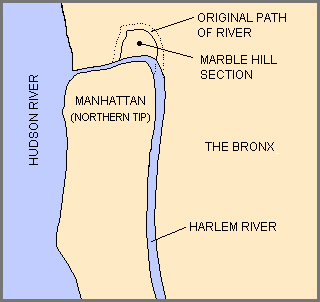
ハーレム川運河の建設によってスパイテン・ダイヴィル川のうねりは真っすぐに改修され、マーブル・ヒルはマンハッタン島から切り離された。

ハーレム川運河 (ハーレムがわうんが、Harlem River Ship Canal) は、ニューヨーク市のハドソン川とスパイテン・ダイヴィル川をハーレム川へとつなぐ運河である。この水路によってマーブル・ヒル地区はマンハッタン島から隔てられている。マーブル・ヒルは、現在は地理的にはブロンクスに接しているが、行政的にはマンハッタン区に含まれる。そこはかつてはマンハッタン島の一部であったが、この運河の建設によってマンハッタン島から切り離され、スパイテン・ダイヴィル川の元々の経路が埋め立てられたことによって、北米大陸に組み込まれることとなった。
大きな船舶の航行を可能にするためにハーレム川運河が建設され、1895年に完成した。この際、マーブル・ヒルにあたるマンハッタン島の上部が切り離された。その川の残りの部分も船が通過できるように、そこに架けられている橋は跳ね橋に置き換えられた。
スパイテン・ダイヴィル川は元々、マンハッタンのマーブル・ヒルの北側を流れていたが、その南側にハーレム川運河が開通したことによって、マンハッタン島から切り離され一つの島となった。1914年までには元のスパイテン・ダイヴィル川床は埋め立てられ、マーブル・ヒルは物理的にブロンクスと接することとなった。
現在、スパイテン・ダイヴィル川、ハーレム川運河、そしてハーレム川は連続した一つの水路を形成している。ハーレム川運河の部分には昇開橋のブロードウェイ橋が架かっており、道路および歩道とその上部に鉄道が通っている。

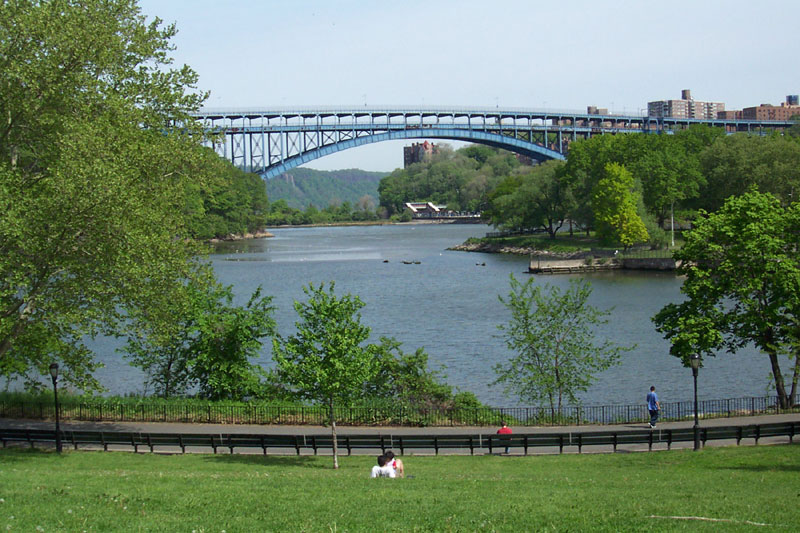
ハーレム川の南側の蛇行水路。インウッド・パーク内の入り江を形成している。